# Lykavittos
Lykavittos (řecky Λυκαβηττός) je návrší nacházející se severovýchodně od centra Athén. Je tvořeno vápencem z období křídy a s nadmořskou výškou 277 m je nejvyšším bodem města. Místo zůstalo neobydlené, protože zde chybí pramen pitné vody, koncem devatenáctého století byly na svazích vysazeny borovice.
Na vrchol vede z čtvrti Kolonaki lanovka, otevřená v roce 1965. Kopec je vyhledáván díky výhledu na celé město, za dobrého počasí je vidět i ostrov Salamis. V 30. letech 19. století byla na vrcholku postavena kaple zasvěcená svatému Jiří. Nachází se zde také amfiteátr pro čtyři tisíce diváků využívaný ke koncertům pod širým nebem, který projektoval Takis Zenetos.
Název kopce je odvozován od výrazu lykos (vlk). Podle legendy vznikl Lykavittos tak, že bohyně Pallas Athéna nesla skálu z pohoří Penteli na Akropol a upustila ji v tomto místě poté, co se lekla vrány. Za trest pak všechny vrány zčernaly.